# Авторське право корони
Авторське право корони (англ. crown copyright) — особлива форма авторського права, що існує у Великій Британії, у зв'язку з монархічною формою правління, консервативністю та традиційністю органів державної влади. Авторське право корони стосується всіх творів, які видаються Британським Урядом. Ця особливість формулюється таким чином: «якщо твір створено Її Величністю чи офіцером або служителем у межах своїх обов'язків, Корона може застосувати авторські права на нього». Крім того, у Великій Британії існує низка матеріалів, копіювання яких належить виключно до прерогативи монарха. Ці матеріали існують поза межами авторського права. До них належать Біблія, видана у Великій Британії за часів правління короля Якова Стюарта, яка є суспільним надбанням у всьому світі, Акти Парламенту та ін.
Авторське право корони було створено, щоб будь-яка робота готувалась і видавалась прямо чи опосередковано під наглядом монарха чи будь-якого Урядового відомства. Закон про авторське право 1956 року розширив обсяг впливу авторського права корони, щоб оригінал кожного літературного, драматичного, музичного або артистичного твору, звукових записів або фільмів кінематографу, які було вперше підготовлено, видано чи оприлюднено у Великій Британії, залишались у галузі Королівського авторського права.
1 січня 1988 р. набрало чинності нове законодавство про авторське право, яке значно обмежило галузь авторського права корони. Саме в цей період авторське право корони було визначене, як таке, що поширюється на роботи, «коли їх робить Її Величність, офіцер чи служитель Корони в межах своїх обов'язків». Королівське авторське право відтоді стосується актів Парламенту, зокрема і Парламенту Шотландії, актів, які ухвалюють на Зборах Північної Ірландії, актів, які приймаються на зборах Загального Синоду англіканської церкви.
Зазвичай, творами, які захищаються авторським правом корони, можна вільно розпоряджатися. Наприклад, документи на вебсайті Національних Архівів, які перебувають під захистом авторського права корони, можна безкоштовно відтворюватися у будь-якому вигляді, якщо подібне відтворення не застосовується в контексті, який може ввести в оману.
Роботи, на які розповсюджується Королівське авторське право, переходять до суспільного надбання через 50 років після їх публікації, якщо автор роботи не залишив авторського права за собою або не передав його Короні. В такому випадку строк дії авторського права закінчується через 70 років після смерті автора. Неопубліковані матеріали спочатку підлягали захисту авторським правом навіки. Неопубліковані документи, на які розповсюджується Королівське авторське право, переходять до суспільного надбання через 125 років з моменту їх створення. Але згідно із законодавством, яким було визначене це правило і скасоване традиційне безстрокове авторське право на неопубліковані роботи, закріплене звичаєвим правом Англії, жодна неопублікована робота не може перейти до суспільного надбання раніше, ніж через 50 років після набрання чинності цим законодавством. Оскільки законодавство набуло чинності 1 серпня 1989 року, жоден з неопублікованих документів уряду Британії не стане громадським надбанням до 2039 року. Документи, захищені Парламентським авторським правом, переходять до суспільного надбання через 50 років після публікації. На деякі роботи, створені урядом Британії за умови дотримання певних вимог, Королівське авторське право не розповсюджується.